# Pseudophysocephala caenostylata
Pseudophysocephala caenostylata är en tvåvingeart som först beskrevs av Krober 1936.  Pseudophysocephala caenostylata ingår i släktet Pseudophysocephala och familjen stekelflugor.
Artens utbredningsområde är Kongo. Inga underarter finns listade i Catalogue of Life.